# Le Palais-sur-Vienne

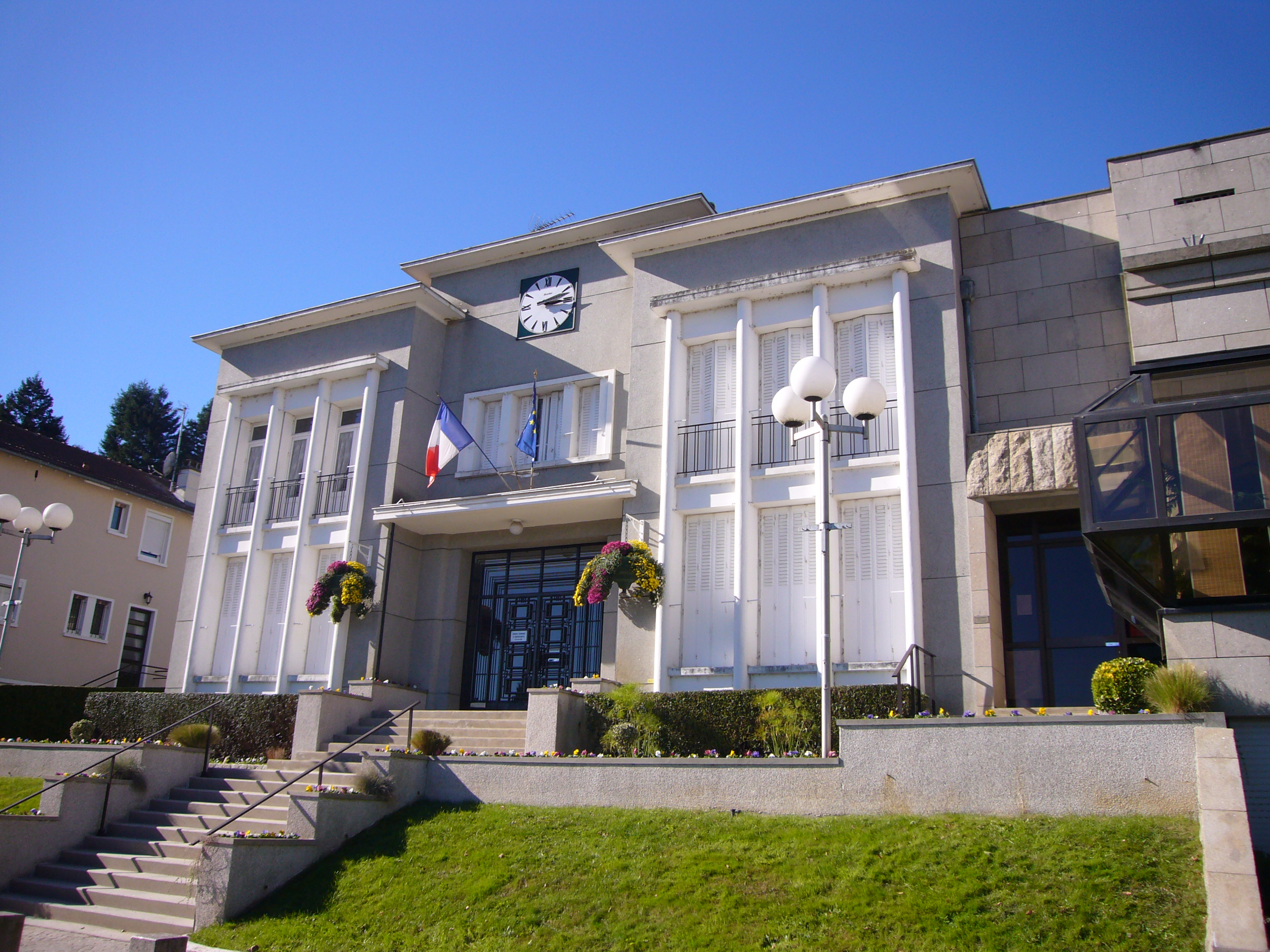
Ratusz w Le Palais-sur-Vienne (2007)

Le Palais-sur-Vienne – miejscowość i gmina we Francji, w regionie Nowa Akwitania, w departamencie Haute-Vienne.
Według danych na rok 1990 gminę zamieszkiwało 6085 osób, a gęstość zaludnienia wynosiła 589 osób/km² (wśród 747 gmin Limousin Le Palais-sur-Vienne plasuje się na 12. miejscu pod względem liczby ludności, natomiast pod względem powierzchni na miejscu 549.).

## Populacja

Populacja Le Palais-sur-Vienne w latach 1962–2008